# Life Is Strange: Before the Storm
Life Is Strange: Before the Storm ist ein in drei Episoden unterteiltes 3D-Adventure des US-amerikanischen Entwicklers Deck Nine Games, dessen erste Episode am 31. August 2017 vom japanischen Publisher Square Enix für PlayStation 4 und Xbox One sowie für Windows-PCs auf Steam veröffentlicht wurde. Life Is Strange: Before the Storm ist das Prequel zu Life Is Strange, das 2015 erschien, und der zweite Teil der Life-Is-Strange-Computerspielreihe.

## Handlung
Das Prequel findet in der fiktiven Kleinstadt Arcadia Bay im US-Bundesstaat Oregon im Mai 2010, drei Jahre vor den Ereignissen in Life Is Strange, statt. Das Spiel handelt größtenteils von der Beziehung zwischen zwei Mädchen: Chloe Price, die Protagonistin des Spiels, und Rachel Amber. Während die rebellische Chloe im Alter von sechzehn Jahren durch eine schwierige Phase ihrer Teenager-Jahre geht, wird ihr Leben durch Rachel erheblich beeinflusst. Der Spieler steuert dabei Chloe aus der Third-Person-Perspektive.
Chloe verfügt, anders als Max aus Life is Strange, nicht über übernatürliche Fähigkeiten, was die Spielmechanik etwas ändert. Die besondere Fähigkeit Chloes ist, sich durch Schlagfertigkeit in verschiedenen Gesprächssituationen durchzusetzen. Der Spieler muss sich dabei in einem begrenzten Zeitraum für eine möglichst zielsichere Interaktion entscheiden.

### Episode 1:Erwacht
Die 16-jährige Chloe Price besucht eine verlassene Sägemühle, in dem ein Konzert der Rockband „Firewalk“ stattfindet. Während des Konzertes wird sie von zwei Männern bedroht und hat keine Chance zu flüchten. Im letzten Moment taucht eine junge Frau auf, die wie ein Punk gekleidet ist, und spricht die Männer an. Dadurch kann Chloe die Männer angreifen oder wegrennen. Wenn Chloe nur wegrennt, bleibt sie unverletzt. Die junge Frau schmeißt daraufhin ihre Bierflasche auf den Kopf des Angreifers. In dem Augenblick bemerkt Chloe, dass sie das Mädchen aus der Schule kennt: Es ist Rachel Amber. Die beiden Mädchen fliehen, und die Männer, die nach ihnen jagen, werden von dem Dealer Frank Bowers gestoppt. Rachel und Chloe laufen auf die Tanzfläche, wo sie die restliche Nacht tanzen und das Konzert genießen.
Am nächsten Morgen wacht Chloe gegen 7:00 Uhr in ihrem Zimmer auf. Beim Durchstöbern in Chloes Zimmer entdeckt der Spieler ihr Tagebuch, wo sie ihre Briefe an ihre nach Seattle umgezogene alte Schulfreundin Max Caulfield aufbewahrt, die sie niemals abschickte. Der Spieler erfährt, dass sie inmitten einer Krise nach dem Tod ihres Vaters steckt und dass sie ihre Mutter, Joyce, nicht ertragen kann, da sie einen anderen Mann kennengelernt hat: David Madsen. Joyce erzählt ihr beim Frühstück von ihrer Enttäuschung über Chloes Verhalten, aber Chloe will nichts hören. Sie trifft auf der Garagenauffahrt auf David, der sie zur Schule Blackwell Academy fahren muss. Das Verhältnis zwischen Chloe und David ist angespannt; jegliche Konversation endet in einem Streit.
Auf dem Weg zur Schule hat Chloe einen Traum: Am Steuer des Autos sitzt ihr Vater, sie sitzt auf der Rückbank und genießt den Augenblick sowie die Erinnerungen an ihren Vater. Die Traumsequenz endet mit dem Autounfall ihres Vaters, und Chloe wacht auf.
Nachdem Chloe die Schule erreicht hat, begegnet sie verschiedenen Mitschülern, mit denen sie interagieren kann. Es besteht u. a. die Möglichkeit, die Hausaufgaben der ungeliebten Mitschülerin Victoria Chase zu sabotieren, sowie mit Steph und ihrem Freund Mikey North ein Pen-&-Paper-Rollenspiel zu spielen.
Sobald Chloe das Schulgebäude betritt, trifft sie auf Rachel, die ein Theaterkostüm trägt. Rachel nimmt Chloe zur Theatergruppe (im Original: „Drama Club“) mit, wo gerade eine Szene geprobt wird. Nachdem die Probe zu Ende ist, zieht sich Rachel in der Garderobe um. Wenn Chloe einen blauen Fleck auf ihrem Gesicht hat, kann Chloe Rachel bitten, ihr Make-up aufzutragen. Rachel schlägt Chloe vor mit ihr die Schule zu schwänzen, worauf Chloe zustimmt.
Im Wald springen sie beide auf einen vorbeifahrenden Güterzug. Während der Zugfahrt lernen sie sich besser kennen. Sie springen aus dem Güterzug, als sie an einem Park vorbeifahren. Rachel schlägt vor, mit Chloe die Parkbesucher durch ein Fernglas auszuspionieren. Dabei stellen sie sich vor, was die Parkbesucher denken und worüber sie reden. Irgendwann zielt Chloe mit dem Fernglas auf einen Mann und eine Frau, die sich unter einem Baum umarmen und küssen. Daraufhin beendet Rachel das Spiel, ihre zuvor heitere Stimmung ändert sich dramatisch, und sie geht weg. Chloe ist irritiert. Nach dem Austrinken einer von einem Pärchen geklauten Weinflasche laufen die beiden Mädchen über die Eisenbahnschienen zum städtischen Schrottplatz.
Dort kommt es zwischen Rachel und Chloe zum Streit, weil Rachel in Ruhe gelassen werden möchte, aber Chloe ihren plötzlichen Stimmungswechsel nicht versteht und versucht Rachel zu unterhalten. Rachel will verschwinden. Chloe ist verzweifelt und versucht unter Tränen herauszufinden, was mit Rachel los ist. Rachel fragt Chloe, wie ihre gemeinsame Situation aussehe. Der Spieler hat die Wahl, ob Chloe nur eine Freundschaft mit Rachel oder ihre Liebe offenbaren will. Doch Rachel will weder ihre plötzliche negative Stimmung erklären, noch kann sie Chloes Gefühle erwidern und verschwindet. Chloe ist sauer, schnappt sich einen Baseballschläger und zerstört auf dem Schrottplatz alles, was sie an die Menschen erinnert, die aus ihrem Leben verschwunden sind und von denen sie enttäuscht ist. Schließlich findet sie auf dem Schrottplatz das Autowrack ihres Vaters, auf das sie einschlägt. Dabei erleidet sie einen Nervenzusammenbruch.
Chloe träumt wieder. Sie sitzt wieder im Auto ihres Vaters. Diesmal erzählt ihr Vater, dass sie eine neue Freundin gefunden hat. Das Auto hält bei Rachel an, kurze Zeit später fängt Rachel Feuer. Dann endet der Traum wie zuvor mit dem Autounfall.
Am späten Abend wacht Chloe auf dem Rücksitz des Unfallautos auf. Sie verlässt den Schrottplatz und geht zum Park zurück. Dort findet sie Rachel unter dem Baum, wo sich zuvor das unbekannte Paar küsste. Rachel entschuldigt sich und erklärt Chloe, dass der Mann, den sie mit dem Fernglas beobachteten, ihr Vater war, der eine fremde Frau küsste. Rachel fühlt sich verraten und gesteht Chloe, dass sie Arcadia Bay verlassen will. Sie schlägt Chloe vor, mit ihr die Stadt zu verlassen; Chloe stimmt dem Vorschlag zu. Rachel beschließt auch, ein Bild von ihr und ihrem Vater zu verbrennen, das sie immer bei sich getragen hat. Das Feuer gerät außer Kontrolle und nach einiger Zeit steht der gesamte Wald in Flammen. Die Episode endet mit der unbekannten Frau, die Rachels Vater unter dem Baum küsste und nun eine Zigarette rauchend den Waldbrand aus der Ferne betrachtet.

### Episode 2:Schöne Neue Welt
Die Episode beginnt im Büro des Direktors der Blackwell Academy, Ray Wells. Chloe und Rachel werden von Wells für die Verfehlungen des vorherigen Tages zur Verantwortung gezogen. Musterschülerin Rachel nimmt die Verantwortung dafür auf sich, um die schon häufiger auffällig gewordene Chloe vor einer Bestrafung zu bewahren. Das führt dazu, dass Rachel ihre Rolle in der noch am selben Tag stattfindenden abendlichen Theateraufführung des Stückes Der Sturm von William Shakespeare an Victoria Chase abgeben muss. Der Spieler kann nun als Chloe in einem Back Talk-Gespräch versuchen, Direktor Wells wiederum von ihrer Schuld zu überzeugen und Rachel somit zu entlasten. Entscheidet man sich dafür, wird sie der Schule verwiesen. Ansonsten wird Chloe bis Jahresende suspendiert.
Auf dem Schulparkplatz kommt es zu einem hitzigen Gespräch zwischen Chloe, ihrer Mutter und David. Chloes Mutter möchte einen Neustart der Familienbeziehung. David fordert Chloe auf, disziplinierter zu werden und den Drogen abzuschwören. Er fordert sie deshalb auf, den Inhalt ihrer Taschen auf die Motorhaube zu legen. Das kann Chloe tun oder verweigern.
David kündigt an, einziehen zu wollen. Chloe fühlt sich von ihrer Mutter verraten und im Stich gelassen und sagt, dass ihr Zuhause kein Zuhause mehr für sie ist, wenn David dort ist.
Chloe zieht sich in ihrem Leid auf den Schrottplatz zurück und bastelt dort an einem Auto. Sie bekommt einen Anruf von Frank, der mit ihr etwas Wichtiges besprechen möchte und verabredet sich mit Rachel.
Im Auto schläft Chloe ein. In einem Alptraum sieht sie den brennenden Wald und ihren Vater, der an seinem Autowrack vor dem Hintergrund des starken Waldbrandes mit einem Raben Marshmallows röstet. Vater warnt Chloe metaphorisch vor dem Feuer, von dessen Schönheit man geblendet werden kann und schließlich daran „verbrennt“.
Als sie aufwacht, steht Rachel vor der Autotür. Im Auto sprechen die beiden in einer gespielten „Therapiesitzung“ über ihre Probleme. Schließlich kommt Frank, aus dessen Wohnmobil Chloe die mysteriöse Frau aus dem Park aussteigen sieht. Frank nimmt Chloe mit seinem Wohnmobil mit. Auf der Fahrt hat der Spieler die Möglichkeit, Frank nach der unbekannten Frau zu fragen. Schafft man es, erfährt man, dass die ominöse Frau Sera heißt und, so Frank, verschiedene Probleme macht. Frank gibt Chloe die Möglichkeit, ihre eigenen Schulden zu begleichen, indem sie dem Blackwell-Schüler Drew North Geld stiehlt, das er Frank schuldet.
Chloe verschafft sich Zugang zu Drews Zimmer im Blackwell-Wohnheim. Kurz nachdem sie das Geld gefunden hat, tauchen erst Mikey (Drews Bruder) und dann Drew persönlich auf. Bevor es zu einem Gespräch kommt, erscheint Damon im Wohnheim, um das Geld einzutreiben. Drew verlässt sein Zimmer, um die Angelegenheit mit Damon vor der Tür zu klären und wird dort von ihm zusammengeschlagen. Der Spieler steht nun vor der Wahl einzuschreiten und Damon das Geld zu geben, oder im Zimmer zu bleiben. Je nach Wahl wird entweder Mikeys Arm (als er die Geldübergabe verhindern will) oder Drews Bein (als Ergebnis der Prügelei) krankenhausreif verletzt.
Am Abend findet die Theateraufführung statt. Victoria möchte Rachels Rolle als Prospera und versucht Rachel mit einem vergifteten Tee außer Gefecht zu setzen, was Chloe bemerkt. Sie schaffen es, Victoria (z. B. durch vertauschte Tassen) außer Gefecht zu setzen. Kurz vor Beginn der Vorstellung droht die Absage, weil die ursprüngliche Besetzung der Ariel aufgrund der wegen des Waldbrandes gesperrten Straßen nicht kommen kann. Chloe erklärt sich, leicht widerwillig, für Rachel bereit, die Rolle zu übernehmen. Während der emotionalen Vorstellung improvisieren Chloe und Rachel an einigen Stellen. In den Dialogen spiegelt sich ihre Beziehung, gegenseitige Zuneigung und der Traum einer gemeinsamen Zukunft außerhalb von Arcadia Bay wider:

„Wir werden fliegen fort von dieser Insel – die fernsten Winkel der Welt nur unser Anfang. Mein Begehr ist, deine Glückseligkeit so gedeihen zu lassen, der Name Freiheit dir verblasst. Was sagst du zu meinem Wunsch, so voller Hoffnung?“

„Ja!“

Auf einem Spaziergang durch die abendliche Stadt überzeugt Rachel die noch skeptische Chloe, den Plan in die Tat umzusetzen und Arcadia Bay zu verlassen. An dieser Stelle ist es möglich, dass sich beide küssen. Außerdem kann Rachel dazu gebracht werden, ihr Armband Chloe zu geben, was den Verlauf der Geschichte deutlich verändert.
Sie entscheiden sich, Rachels wohlhabendes Elternhaus aufzusuchen, wo Rachel ihre Sachen packen möchte. Der Versuch, sich an den Eltern vorbeizuschleichen schlägt fehl, weswegen die beiden zum Abendessen bleiben müssen. Rachel bzw. Chloe schafft es nicht, ihre Wut auf Rachels betrügenden, ein Saubermann-Image pflegenden Vater, der Staatsanwalt ist, zurückzuhalten. Als Rachel ihn offen konfrontiert und Chloe sie verteidigt, will er Chloe aufgrund ihres aus seiner Sicht negativen Einflusses auf Rachel des Hauses verweisen, wovon ihn seine Frau zurückhält. Rachel bekommt einen Wutanfall und zerschmettert den Esstisch, woraufhin ihr Vater sagt, dass es sich bei der Frau, die er geküsst hat, um Rachels leibliche Mutter handelt. Am Ende der Episode ist diese zu sehen, wie sie nachts im Ascheregen allein auf einer Straße steht.

### Episode 3:Die Hölle Ist Leer
Die dritte Episode setzt dort an, wo die zweite aufhörte. Rachels Vater erzählt Rachel und Chloe über Rachels leibliche Mutter Sera, einer lebensfrohen Frau, von der er sich wegen ihrer Heroinabhängigkeit trennte. Seras Umgang mit Rachel verhinderte er, indem er ihr regelmäßig Geld schickte. Nach einer erfolgreichen Behandlung ihrer Sucht traf sich Sera mit Rachels Vater im Park, um ihn zu bitten, Kontakt mit Rachel aufnehmen zu dürfen, was er, aufgrund zu großer Bedenken um Rachel – wohl aber auch um sein Image zu wahren, ablehnte. Rachel ist von der Lüge, der sie jahrelang unterlag zutiefst erschüttert. In ihrem Zimmer versucht Chloe Rachel zu trösten, dabei schlafen sie Arm in Arm ein. Rachels wichtigstes Ziel ist es jetzt, ihre leibliche Mutter zu finden, wobei Chloe ihr helfen will.
Chloe träumt wieder: Sie ist gemeinsam mit ihrem Vater auf der Theaterbühne. Die vier Stühle auf der Bühne stellen Autositze dar, auf denen beide sitzen. Im Publikum sitzen Victoria, Direktor Wells, Rachels Eltern, Chloes Mutter mit David und ein Rabe. Chloe, die sichtlich Angst hat, ihren Vater wieder zu verlieren, steigt aus, um das Auto zu reparieren und Chloes Vater erklärt ihr, dass das ganze Leben nur ein großes Schauspiel ist, nichts real ist und sie sich entspannen soll. Dies kann Chloe nicht akzeptieren, da sie nur sie selbst sein möchte und keine Schauspielerin. Am Ende überfährt ein LKW Chloes Vater mitsamt dem Auto. Chloe bricht in Tränen aus.
Am nächsten Tag verabredet sich Chloe mit Frank auf dem Schrottplatz, um über ihn mehr Informationen über Sera zu bekommen und ein Treffen zwischen Sera und Rachel arrangieren zu können. Bevor sie sich auf den Weg macht, möchte David sich für die „Disziplinarmaßnahme“ zuvor entschuldigen. David erzählt, dass auch er Verluste hinnehmen musste, als er in seiner Zeit als Soldat einen guten Freund im Einsatz verloren hat. David erhofft sich durch ein Foto, das ihn mit seinem gefallenen Freund zeigt, Verständnis bei Chloe zu erzeugen. Der Spieler kann entscheiden, ob er das Bild annimmt oder nicht.
Auf dem Schrottplatz treffen sich Rachel und Chloe mit Frank, als kurz darauf der skrupellose Drogenboss Damon hinzukommt. Er versucht die beiden Mädchen einzuschüchtern. Als Damon erfährt, dass die Tochter des Staatsanwaltes vor ihm steht, zückt er ein Messer. Als Rachel ihn mit einer Holzlatte schlägt, kommt es zum Kampf, an dessen Ende Rachel in den Arm gestochen wird. Chloe gelingt es mit Rachel in einem reparierten Auto vom Schrottplatz zu entkommen und sie ins Krankenhaus zu bringen und somit ihr Leben zu retten. Als Rachel im Krankenhausbett zu sich kommt, sagt sie Chloe, dass sie weiterhin ihre Mutter finden möchte.
Chloe bricht in das Büro von Rachels Vater ein, um Indizien über den Aufenthaltsort von Sera zu finden. Dort findet sie ein Handy. Aus einer SMS-Konversation geht hervor, dass Damon mit Rachels Vater verhandelt. Chloe täuscht vor Rachels Vater zu sein, um an Informationen zu kommen. Dafür muss sie u. a. Beweisstücke verbrennen und Damon Geld bringen. Aus Briefen wird deutlich, dass Sera verzweifelt versucht hat, über Briefe mit Rachel Kontakt aufzunehmen, ihr Vater diese aber abfängt und in seinem Büro versteckt hält. Außerdem findet sich ein Brief von Seras Rechtsanwalt, aus dem hervorgeht, dass Sera ihren Anspruch auf das Sorgerecht für Rachel geltend machen will. Zuletzt schickt Damon ein Foto von Sera, auf dem sie gefesselt auf einem Stuhl zu sehen ist.
Als Chloe zur Sägemühle fahren will, erscheint der aufdringliche Schüler Eliot im Haus, der Chloe gefolgt ist. Er ist eifersüchtig auf Rachel und ihre enge Beziehung zu Chloe und sagt, dass er Chloe vor Rachel schützen und sie vom falschen Weg abbringen möchte. Chloe fühlt sich gestalkt und alarmiert heimlich die Polizei. Als diese eintrifft, nutzt Chloe die Verwirrung, um zur Sägemühle zu flüchten. Auf dem Weg zur Sägemühle kommt es aufgrund von Chloes Unaufmerksamkeit fast zu einem Zusammenstoß mit einem LKW, dem sie gerade noch ausweichen kann. Chloe führt ein imaginäres Gespräch mit ihrem verstorbenen Vater. Chloe fragt sich, ob ihr aus ihrer Sicht „perfekte Vater“ auch schlechte Seiten hatte und sie angelogen hat.
An der Sägemühle angekommen, findet Chloe an Franks Wohnmobil eine Blutspur. Chloe geht in die Sägemühle, wo sie Damon mit der gefesselten Sera vorfindet. Aus deren Gespräch erfährt Chloe, dass Rachels Vater wohl Damon als Auftragsmörder einsetzt, um Sera aus der Welt zu schaffen. Damon spritzt Sera Heroin. Als Chloe eingreifen will, wird sie von Damon angegriffen und verletzt. Als Frank kommt, beginnt ein Kampf zwischen ihm und Damon, in dessen Verlauf Chloe nach einem Tritt gegen den Kopf ohnmächtig wird. Nachdem Chloe wieder zu sich kommt, sind Frank und Damon verschwunden und die befreite Sera sitzt vor ihr. In einem Gespräch macht Sera Chloe klar, dass sie ihre Tochter nicht mehr treffen möchte, da sie ihre Mutterrolle ohnehin nicht richtig wahrnehmen könne. Sie möchte, dass Rachel weiterhin in ihrem behüteten Elternhaus lebt, das durch die Enthüllungen zerbrochen wäre.
Der Spieler wird nun vor die Entscheidung gestellt, Rachel die wahre Geschichte zu erzählen, oder sie davor zu schützen; dies entscheidet über den Zusammenhalt der Amber-Familie.
Am Ende der Episode sind u. a. einige Szenen – vermutlich der nächsten Jahre – zu sehen, in denen Rachel und Chloe gemeinsame Zeit verbringen und Spaß haben. Falls Rachel am Ende von Episode 2 Chloe das Armband gegeben hat, kommt es zu einem Wiedersehen zwischen Rachel und Sera. Zuletzt folgt ein Sprung zum 22. April 2013, an dem Rachel Amber im Dark Room von Nathan Prescott getötet wird. Es ist Rachels Handy zu sehen, auf dem einige Anrufe von Chloe eingegangen sind, die verzweifelt versucht hat, die vermisste Rachel zu kontaktieren.

### Bonusepisode:Lebewohl
In der Bonusepisode steuert der Spieler Max Caulfield.
Es ist das Jahr 2008. Die 13-jährige Max hält sich zusammen mit ihrer lebhaften und wissenschaftsbegeisterten besten Freundin Chloe in Chloes Zimmer auf. Max sucht nach einer Gelegenheit, Chloe zu erklären, dass sie in drei Tagen mit ihrer Familie nach Seattle umziehen wird.
Gemeinsam räumen sie das Zimmer auf und finden dabei viele Gegenstände, an denen Erinnerungen an Kindheitsabenteuer hängen. Dabei stoßen sie auch auf eine alte Kassettenaufnahme, auf der die beiden Mädchen Piraten spielen. Sie finden auch eine alte selbstgezeichnete Schatzkarte. Sie fragen sich, ob der Schatz immer noch da ist und Chloe schlägt vor, wie zu früheren Zeiten auf Schatzsuche zu gehen. Max begibt sich auf den Dachboden, um ein Amulett zu finden, das nötig ist, um den Schatz zu finden. Auf dem Weg hat Max die Möglichkeit, die obere Etage des Hauses zu erkunden. Dabei findet sie E-Mails auf dem Computer von Chloes Eltern. Aus den E-Mails lässt sich herauslesen, dass Chloe, seit neuestem Schülerin der Blackwell Academy, erste Probleme mit Mitschülern in der Schule hat. Auf dem Dachboden findet sie das Amulett, auf der u. a. ein Piratenschiff abgebildet ist. Von dort aus sieht sie Chloe im Garten auf der Schaukel (dem „Piratenschiff“) mit Piratenhut und Teleskop Pirat spielen. Max geht mit dem Amulett zu Chloe in den Garten. Sie kleben das Amulett am Teleskop fest und können nun die Zeichnung auf dem Amulett mit der Aussicht von der Schaukel aus in Verbindung setzen. Sie graben den, mit einem roten Kreuz markierten, Piratenschatz aus. Darin finden sich u. a. zwei Briefe, die die beiden aneinander geschrieben haben, als sie jünger waren. Diese sollten sie als Teenager finden und lesen.
Max kann nun den Anrufbeantworter des Telefons abhören, auf dem die Eltern einer Mitschülerin sich über Chloes Verhalten gegenüber ihrer Tochter beschweren. Chloe erzählt Max, dass sie den Bunsenbrenner ihrer Mitschülerin manipuliert hatte, da sie vorher von ihr wegen ihrer Kleidung gehänselt wurde. Schließlich findet Max eine Gelegenheit von ihrem Umzug zu erzählen. Chloe weiß allerdings darüber bereits von ihren Eltern – beide haben es also lange Zeit nicht angesprochen, um keine schlechte Stimmung zu erzeugen und weiterhin zusammen Spaß haben zu können. Kurz nachdem sie sich ankündigen, weiterhin in Kontakt bleiben zu wollen, kommt Chloes Mutter Joyce weinend und begleitet von einem Polizisten zur Tür herein: Chloes Vater William ist tot. Am Ende sind Chloe, Joyce und Max auf der Beerdigung zu sehen, nach der Max nach Seattle abreist. Nachdem Chloe nach Hause kommt, findet sie in ihrem Zimmer eine Abschiedsnachricht, die Max ihr auf einer Kassette hinterlassen hat. Chloe bricht weinend zusammen.

## Produktionsnotizen
Anfang Juni 2017 gab es erste Gerüchte, dass Deck Nine Games an einem Prequel von Life Is Strange arbeitet, da erste Bilder vom Prequel aufgetaucht sind. Das Entwicklerstudio hatte zuvor angekündigt, an einem neuen Teil eines bekannten Adventure-Spiels zu arbeiten. Am 12. Juni 2017 auf der E3-Konferenz von Microsoft gab der Publisher Square Enix das Prequel von Life Is Strange unter dem Titel „Life Is Strange: Before The Storm“ bekannt.
Deck Nine Games hatte seit 2014 mit Leveldesignern, Grafikern und Drehbuchautoren aus der Videospiel-, Film- und Fernsehbranche ein neues Team aufgebaut und mit StoryForge ein neues Tool entwickelt, die den Kreativen die nötige Freiheit geben soll, um ein erzählerisches Adventurespiele zu erschaffen. Während Dontnod Entertainment für Life Is Strange die Unreal Engine 3 einsetzte, setzte Deck Nine Games für das Prequel auf die weitverbreitete Engine Unity, die in StoryForge implementiert wurde.
Das Drehbuch des Spiels wurde in Zusammenarbeit mit Ashly Burch geschrieben, die Chloes Stimme in Life Is Strange verlieh. Laut dem Chefautor Zak Garriss half sie den Autoren Chloe, was ihren Dialog und ihre Persönlichkeit anging, richtig darzustellen.

### Synchronisation
Die Synchronsprecherin Ashly Burch gab kurz nach der E3-Konferenz bekannt, dass sie die Sprechrolle von Chloe in diesem Prequel nicht übernehmen wird. Burch hat ihre Sprechrolle aufgrund des SAG-AFTRA-Streiks nicht übernehmen können. Sie wurde von der Sprecherin Rhianna DeVries ersetzt. 2018 durfte sie jedoch noch ein letztes Mal in die Rolle der Chloe schlüpfen – in der kurzen Bonusepisode „Lebewohl“ lieh sie ihr noch einmal ihre Stimme.
| Synchronsprecher in der Übersicht | Synchronsprecher in der Übersicht                                                | Synchronsprecher in der Übersicht                                                | Synchronsprecher in der Übersicht                                                | Synchronsprecher in der Übersicht |
| Rolle                             | Synchronsprecher                                                                 | Rolle                                                                            | Synchronsprecher                                                                 |                                   |
| --------------------------------- | -------------------------------------------------------------------------------- | -------------------------------------------------------------------------------- | -------------------------------------------------------------------------------- | --------------------------------- |
| Chloe Price                       | Rhianna DeVries (Episode 1 bis 3), Ashly Burch (Bonusepisode: Lebewohl)          | Rachel Amber                                                                     | Kylie Brown                                                                      |                                   |
| Mikey North                       | Dillon Winfrey                                                                   | Caleb                                                                            | Caleb Couch                                                                      |                                   |
| Nathan Prescott                   | Caleb Thomas                                                                     | Joyce Price                                                                      | Bootsie Park                                                                     |                                   |
| David Madsen                      | D.W. McCann                                                                      | Frank Bowers                                                                     | Nick Apostolides                                                                 |                                   |
| Eliot Hampden                     | Cameron Quiseng                                                                  | Steph Gingrich                                                                   | Katy Bentz                                                                       |                                   |
| Drew North                        | Trey Hutch                                                                       | Principal Ray Wells                                                              | Marcus Oliver                                                                    |                                   |
| Biker                             | Michael Vasque                                                                   | Skip Matthews                                                                    | Tanner Gould                                                                     |                                   |
| Evan Harris                       | Casey Leach                                                                      | Taylor Christensen                                                               | Emily Sergent                                                                    |                                   |
| Samantha Myers                    | Hailey Hayes                                                                     | Victoria Chase                                                                   | Theresa Croft                                                                    |                                   |
| Michelle Grant                    | Gina Dobson                                                                      | Justin Williams                                                                  | Chad Skiles                                                                      |                                   |
| Hayden Jones                      | Ike A                                                                            | Travis Keaton                                                                    | Steve Phelan                                                                     |                                   |
| Dana Ward                         | Maura Corsini                                                                    | William Price                                                                    | Peter D. Michael                                                                 |                                   |
| DJ Stan Stanwick                  | Matt VanKleek                                                                    | Damon Merrick                                                                    | Kyle Williams                                                                    |                                   |
| James Amber                       | Patrick Finerty                                                                  | Rose Amber                                                                       | Kelly Handcock                                                                   |                                   |
| Samuel Taylor                     | Kelly McCracken                                                                  | Juliet Watson                                                                    | Krystina Tasker                                                                  |                                   |
| Sean Prescott                     | Robert O′Meara                                                                   | Amy Rivers                                                                       | Mallory Littleton                                                                |                                   |
| Fire Chief Kearney                | Chuck Carr                                                                       | Sera Gearhardt                                                                   | Andrea Fletcher                                                                  |                                   |
| Doctor                            | D.W. McCann                                                                      | Samantha′s Mother                                                                | Hailey Hayes                                                                     |                                   |
| Firefighter                       | Kelly McCracken                                                                  | Female Picnicker                                                                 | Meg Saricks                                                                      |                                   |
| Firefighter                       | Webb Pickersgill                                                                 | Sergeant Alex Keller                                                             | David Lawrence Hein                                                              |                                   |
| Sonstiges                         | Peter Michael, Steve Phelan, Meg Saricks, D.W. McCann, Carson Beck, Tanner Gould | Peter Michael, Steve Phelan, Meg Saricks, D.W. McCann, Carson Beck, Tanner Gould | Peter Michael, Steve Phelan, Meg Saricks, D.W. McCann, Carson Beck, Tanner Gould |                                   |

### Soundtrack
Der Soundtrack zum Spiel wurde von der englischen Indie-Folk-Band Daughter in einem Zeitraum von etwa sechs Monaten komponiert. Das Soundtrack-Album wurde am 1. September 2017 unter dem Titel „Music From Before The Storm“ veröffentlicht. Die Band setzt Instrumente ein, die die verschiedene Emotionen des Hauptcharakters verkörpern sollen. So wurde Klavier für Isolation, E-Gitarre für Rebellion und überlagerte Vocals für Freundschaft gewählt.
Titelliste
1. Glass
2. Burn It Down
3. Flaws
4. Hope
5. The Right Way Around
6. Witches
7. Departure
8. All I Wanted
9. I Can't Live Here Anymore
10. Dreams of William
11. Improve
12. Voices
13. A Hole in the Earth

Weitere Songs, die nicht auf dem Soundtrack-Album enthalten sind, aber im Spiel vorkommen (in chronologischer Reihenfolge):
| Episode | Band                                        | Musiktitel                     | Szene                                                                                           |
| ------- | ------------------------------------------- | ------------------------------ | ----------------------------------------------------------------------------------------------- |
| 1       | Pretty Vicious                              | Are You Ready For Me           | Beim Konzert der fiktionalen Rockband „Firewalk“                                                |
| 1       | Speedy Ortiz                                | No Below                       | Beim Aufwachen in Chloes Zimmer                                                                 |
| 1       | Thomm Jutz & Peter Cronin                   | Burning The Midnight Oil       | Traum während Autofahrt                                                                         |
| 1       | Lanterns On The Lake                        | Through The Cellar Door        | Während der Zugfahrt                                                                            |
| 2       | Daughter                                    | No Care                        | Während Chloe die Toilette mit Graffiti beschmiert                                              |
| 2       | Tenderfoot                                  | Crazy Suzie                    | Im Radio auf dem Schrottplatz                                                                   |
| 2       | Sarah Gillespie                             | Out of Line                    | Im Radio auf dem Schrottplatz                                                                   |
| 2       | Aaron Jones                                 | Slaves                         | Im Radio auf dem Schrottplatz                                                                   |
| 2       | Enter The Void                              | Just Hold On                   | Im Radio auf dem Schrottplatz                                                                   |
| 2       | Tom Boddy & Pete Masitti                    | Fly                            | Im Radio auf dem Schrottplatz                                                                   |
| 2       | Barrie Gledden, Chris Bussey & Jason Pedder | Lucky Ones                     | Im Radio auf dem Schrottplatz                                                                   |
| 2       | Barrie Gledden, Chris Bussey & Jason Pedder | One In A Million               | Im Radio auf dem Schrottplatz                                                                   |
| 2       | Broods                                      | Taking You There (Acoustic)    | Während Chloe und Rachel nach der Theateraufführung durch die Stadt laufen und sich unterhalten |
| 2       | Tim Garland                                 | Heavenly Moon                  | In Rachels Haus                                                                                 |
| 2       | Tim Garland                                 | Foolish Dreamer                | In Rachels Haus                                                                                 |
| 2       | Tim Garland                                 | Smile At Me                    | In Rachels Haus                                                                                 |
| 2       | Tim Garland                                 | Strange Shapes That Love Takes | In Rachels Haus                                                                                 |
| 2       | Daughter                                    | Youth                          | Montage am Ende der zweiten Episode                                                             |
| 3       | Koda                                        | I don′t                        | In Rachels Zimmer                                                                               |
| 3       | John Dankworth                              | Memories Of Benny              | Chloe hört in der oberen Etage ihres Hauses, dass ihre Mutter und David Musik hören             |
| 3       | John Dankworth                              | Redwood Trail                  | Chloes Mutter und David hören in der Küche Radio, die beiden werden von Chloe beobachtet        |
| 3       | John Dankworth                              | Memories Of Benny              | Chloes Mutter und David hören in der Küche Radio, die beiden werden von Chloe beobachtet        |
| 3       | Barrie Gledden                              | Power To The People            | Im Radio auf dem Schrottplatz                                                                   |
| 3       | Barrie Gledden                              | Who Knows                      | Im Radio auf dem Schrottplatz                                                                   |
| 3       | Barrie Gledden                              | When It Feels Like This        | Im Radio auf dem Schrottplatz                                                                   |
| 3       | Barrie Gledden                              | Pinstripe Punk                 | Im Radio auf dem Schrottplatz                                                                   |
| 3       | Brody Dalle                                 | Don′t Mess With Me             | Im Autoradio, während Chloe mit ihrem Pick-Up zur Sägemühle fährt                               |
| 3       | Wolf Alice                                  | Bros                           | Montage von Chloe und Rachel am Ende der dritten Episode sowie die ersten Minuten im Abspann    |

### Veröffentlichungen
Die erste von insgesamt drei Episoden des Prequels erschien am 31. August 2017 für Windows-PC, Xbox One und PlayStation 4. Im Anschluss an die Veröffentlichung der drei Episoden erschien darüber hinaus die Bonusepisode „Lebewohl“ (Originaltitel: Farewell), in welcher der Spieler die junge Max Caulfield spielt. Die Bonusepisode ist nur in der digitalen Deluxe-Edition und den physischen Sammler-Editionen („Limited Edition“ und „Vinyl Edition“) enthalten. Eine Version für den macOS und Linux, die von Feral Interactive portiert wurde, ist am 13. September 2018 veröffentlicht worden.
| Deutscher Titel               | Originaltitel              | Erstveröffentlichung |
| ----------------------------- | -------------------------- | -------------------- |
| Episode 1: Erwacht            | Episode 1: Awake           | 31. August 2017      |
| Episode 2: Schöne Neue Welt   | Episode 2: Brave New World | 19. Oktober 2017     |
| Episode 3: Die Hölle Ist Leer | Episode 3: Hell Is Empty   | 19. Dezember 2017    |
| Lebewohl                      | Farewell                   | 5. März 2018         |

## Rezeption
Life Is Strange: Before the Storm erhielt größtenteils positive Bewertungen. Metacritic aggregierte insgesamt 23 Rezensionen zu einem Mittelwert von 74 (PC) bzw. 73 (PlayStation 4). Das Adventure-Fachmagazin Adventure-Treff stellte heraus, dass Life Is Strange: Before the Storm trotz des Studiowechsels und des Verzichts auf die innovative Zeitschleifenfunktion des Vorgängers ein „fantastisches Erlebnis“ sei. Das Magazin lobte Atmosphäre, Erzähltiefe und Charakterzeichnung bis hin in kleinere Nebenrollen, kritisierte aber anspruchslose Rätsel und eine „hastig zu Ende gebrachte dritte Episode“. Zu einer gemischten Bewertung kommt das Titel-Kulturmagazin: Es attestiert dem Spiel die schwierige Aufgabe, als Prolog einer recht eigenständigen Geschichte zu dienen. Insgesamt bestünde eine ordentliche Charakterzeichnung, jedoch fielen die Dialoge sowie das Ende der Geschichte nicht überzeugend aus.
Bei den Aeggie Awards des Fachmagazins Adventure Gamers errang Life Is Strange: Before the Storm 2017 den Publikumspreis in der Kategorie „Best Writing – Drama“.